# Culture d'entreprise
 (avril 2020).
- Si vous ne connaissez pas le sujet, laissez ce bandeau (vous pouvez alors contacter les auteurs).
- Si vous supprimez le contenu mis en cause (vous pouvez préalablement contacter les auteurs),

argumentez précisément cette suppression dans la page de discussion
(un manque de référence n'est pas un argument ; une recherche réelle de référence doit avoir été effectuée, être formellement documentée).
La culture d'entreprise est un ensemble de connaissances, de valeurs et de comportements qui facilitent le fonctionnement d’une entreprise en étant partagé par la plupart de ses membres.
Selon Elliot Jacques cet ensemble doit être appris et admis de façon le plus souvent implicite par les nouveaux membres pour qu'ils soient acceptés dans l'entreprise.
« La culture caractérise l'entreprise et la distingue des autres, dans son apparence et, surtout, dans ses façons de réagir aux situations courantes de la vie de l'entreprise ».
La culture d’entreprise a cette étrange qualité d’être la chose la plus partagée et la moins formalisée. Dans le monde de la formalisation, l’informel nous échappe alors qu’il constitue la vraie différenciation d’avec les concurrents.

## Les composantes de la culture d'entreprise
De nombreuses composantes sont identifiables, citons par exemple :
- histoire de l'entreprise (personnalités importantes, fondateurs, évolution des produits…) ;
- rites ;
- contexte culturel initial (professionnel ou national) ;
- symboles ;
- structures de pouvoir ;
- héros ;
- valeurs (implicites ou explicites) ;
- croyances collectives ;
- mythes (ex : entreprise fondée dans un grand magasin démarré dans un parapluie des bords de Seine, etc.) ;
- codes vestimentaires ;
- langage précis ;
- méthodes de travail ;
- habitudes socio-culturelles ;
- espaces et lieux de référence (siège, lieu fondateur…)

Ces composantes ne sont bien sûr pas uniques et la liste doit être adaptée à l'entreprise étudiée, au cas par cas et sont différentes selon le pays où l'entreprise se situe avec ses mœurs et son rapport au travail. Les modèles culturels sont aussi nombreux et variés que le sont les entreprises, tant l'abondance des éléments constitutifs de la culture permet des combinaisons différentes.

### Les symboles et les rites
Les symboles sont des signes d'identification, d'appartenance ou de différenciation à l'intérieur ou vers l'extérieur de l'entreprise. Comme exemples, on peut citer les logos et les tenues vestimentaires. Les rites sont des pratiques collectives répétitives visant à renforcer le sentiment d'appartenance à l'entreprise. Comme exemples, on peut citer les réunions périodiques et les célébrations d'événements.

## Comment s'établit une culture d'entreprise
Les déterminants de la culture d'entreprise sont à la fois les cultures des régions et pays où l'entreprise est implantée, ainsi que les composantes culturelles propres au métier de l'entreprise. Mais aussi son histoire (succès et échecs déterminants), ainsi que le système de valeurs mis en place par le fondateur et les différents dirigeants successifs, les stratégies suivies par l'entreprise au fur et à mesure de son développement.
La culture, c'est ce qui fait que chaque organisation est unique. Deux entreprises peuvent suivre la même stratégie, avoir les mêmes structures, recourir aux mêmes techniques de gestion, elles ont néanmoins leur propre culture. Le manager doit prendre en considération dans ses décisions ce qui apparaît plus comme une réalité contraignante sur le plan organisationnel qu'un objet de management à part entière.
La culture de l'entreprise permet de maintenir une cohésion, elle unit le personnel autour du nom, des produits, des services, des clients, de l'image de marque. Elle peut donc devenir un facteur de performance en rassemblant le personnel, en le motivant.
La culture d'entreprise peut également avoir un rôle dans le recrutement, en permettant aux futurs salariés de se reconnaître dans ce que l'entreprise présente comme son identité.
Elle a également un rôle important à jouer dans l'assimilation des nouveaux embauchés, rôle particulièrement critique dans le cas de sociétés en forte croissance. En donnant à chacun une référence commune, la culture d'entreprise peut être rappelée pour éviter ou apaiser des tensions au sein de l'entreprise.
Catalyseur et moyen de facilitation, la culture d'entreprise donne du sens : au-delà de son rôle de cohésion, elle fait écho aux aspirations profondes des personnes qui composent une entreprise. Réussir à la formuler explicitement est donc un moyen d'établir un lien profond entre la société et ses membres.
Cependant, la culture d'entreprise n'est pas qu'une source de cohésion : elle apporte aussi une contribution primordiale aux fonctionnements techniques, à travers les multiples occasions de bien -ou de mal- assurer la coordination des activités au sein de l'organisation. La culture d'entreprise, en spécifiant, ne serait-ce qu'implicitement, certains comportements et références communs, contribue considérablement à standardiser ces comportements et à faciliter le traitement des imprévus. En posant des valeurs et des représentations communes, elle facilite aussi la compréhension à demi-mot, donc l'ajustement mutuel (cf. les modes de coordination d'Henry Mintzberg).

## Les limites de la culture d'entreprise
Si la culture d'entreprise joue un rôle important, elle peut présenter des côtés négatifs lorsqu'elle est trop pesante et freine certains changements de pratique professionnelle, devenus indispensables, du fait d'une évolution technologique par exemple,
C'est aussi le cas d'une culture d'entreprise forte qui viendrait en contradiction avec certaines évolutions stratégiques décidées par les dirigeants, comme une fusion ou une internationalisation ou même une diversification.
Dans le cas de fusion entre deux entreprises dont les cultures sont très différentes, il arrive que les tensions et les problèmes générés par le choc de cultures freinent le rapprochement et, au pire, conduise à un échec de ce rapprochement. Dans les fusions internationales, le risque est amplifié par les différences interculturelles.

## Le projet d'entreprise
C'est un document qui précise les objectifs généraux, les valeurs, la philosophie de l'entreprise tout en affirmant son identité. Le projet est destiné au personnel et a pour ambition de le motiver, d'assurer sa cohésion et à terme de développer l'entreprise.
Son élaboration est donc fortement influencée par la direction mais elle doit également s'appuyer sur une consultation efficace du personnel afin que le projet garde sa crédibilité. Le projet est imprégné de la culture d'entreprise mais il peut également être un outil pour la faire évoluer, en accompagnant un changement de stratégie par exemple.